# Ilopango
Ilopango is een stad en gemeente in het Salvadoraanse departement San Salvador. Er zijn 133.000 inwoners.
De plaats ligt op enkele kilometer van het kratermeer Lago de Ilopango.